# Daijiachang (köpinghuvudort i Kina, Hubei Sheng, lat 30,03, long 113,22)
Daijiachang (kinesiska: 戴家场, 戴家场镇) är en köpinghuvudort i Kina. Den ligger i provinsen Hubei, i den centrala delen av landet, omkring 120 kilometer sydväst om provinshuvudstaden Wuhan. Antalet invånare är 47 172. Befolkningen består av 22 245 kvinnor och 24 927 män. Barn under 15 år utgör 14,0 %, vuxna 15-64 år 74 %, och äldre över 65 år 11,0 %.
Runt Daijiachang är det tätbefolkat, med 356 invånare per kvadratkilometer. Närmaste större samhälle är Fengkou, 12,1 km nordost om Daijiachang. Trakten runt Daijiachang består till största delen av jordbruksmark.
Genomsnittlig årsnederbörd är 1 758 millimeter. Den regnigaste månaden är maj, med i genomsnitt 229 mm nederbörd, och den torraste är december, med 39 mm nederbörd.